# アル・ボラト
アル・ボラト（モンゴル語: Арболд、中国語: 阿爾博羅特、? - ?）とは、モンゴルのハーンであるバト・モンケ（ダヤン・ハーン）の子供の一人。アル＝ボーラ（Al buγura）とも表記され、漢文史料においては「那力不剌台吉」と記された。

## 概要
ダヤン・ハーンとその正妻マンドフイ・ハトンの間の末子として生まれた。モンゴル語年代記ではアル・ボラトの兄たちは皆双子で生まれたとされるが、アル・ボラトのみは一人で生まれたと記されている。
アル・ボラトがダヤン・ハーンより分封された部族については史料間で異同があり、ホーチト部とするもの（『蒙古源流』）、チャガン・タタルとするもの（『アルタン・トプチ』）、アスト部等とするもの（『恒河の流れ』ほか）がある。しかし、漢文史料の記載などから、アスト（とヨンシエブ）を相続したとする説が有力である。
アル・ボラトにはアジュとシラという息子たちがいたが、この二名が殺し合ったため、「アストとヨンシエブ」は没収されてしまったという。アストとヨンシエブは改めてバルス・ボラト（ダヤン・ハーンの三男）の息子ボディダラが領有することとなり、アル・ボラトの家系の手を離れた。

## 子孫
- アジュ・タイジ（那出台吉） - 哈不慎を領する
- シラ・タイジ（失剌台吉） - 哈不慎を領する
- ボケ・タイジ（不克台吉） - ウイグチン（委兀慎／Uyiγučin）を領する
- モルン・タイジ（莫藍台吉） - ダリ・ミンガン（打剌明安／Dari mingγan）を領する